# Érika
Érika Cristiano dos Santos (sinh ngày 4 tháng 2 năm 1988), thường được gọi là Érika, là một cầu thủ bóng đá người Brasil chơi cho câu lạc bộ Pháp Paris Saint-Germain và đội tuyển bóng đá nữ Brasil. Érika chơi trong vai trò một tiền đạo cho các câu lạc bộ của mình và đội trẻ của Brasil, nhưng chủ yếu là một trung vệ hoặc tiền vệ phòng ngự cho đội tuyển quốc gia. Cô là thành viên của đội hình giành huy chương bạc của Brasil tại Thế vận hội Mùa hè 2008 và cũng từng tham dự Giải vô địch bóng đá nữ thế giới 2011 và Thế vận hội Mùa hè 2012.
Ở cấp câu lạc bộ, Érika có ba mùa giải thành công với Santos và bị chấn thương khi câu lạc bộ phụ nữ giải tán đội bóng nữ vào năm 2012. Cô cũng đã dành mùa giải 2009 với FC Gold Pride của Giải bóng đá Nữ Chuyên nghiệp Hoa Kỳ (WPS). Sau sự sụp đổ của đội bóng Santos, Érika và chín cựu cầu thủ Santos khác đã đồng ý gia nhập Centro Olímpico.

## Cuộc sống cá nhân
Érika là một người ủng hộ cho bóng đá nữ ở Brasil. Khi Brasil thua 5–1 trước Đức tại Giải vô địch bóng đá nữ U-20 thế giới 2014, cô phủ nhận những so sánh gây hiểu lầm với thất bại 7–1 trước đó của đội tuyển quốc gia nam cũng trước đối thủ Đức tại World Cup 2014. Trong một bức thư ngỏ, được ký bởi 100 vận động viên nữ, với mục đích công khai Brasil là "một quốc gia phân biệt giới tính lớn lao, không bao giờ tin tưởng, chấp nhận, hoặc đầu tư đúng mức vào bóng đá nữ".
Một trong những huấn luyện viên của Érika ở cấp độ trẻ là Marcinha, một cầu thủ tiên phong của EC Radar và là một thành viên trong đội hình tham gia Giải vô địch bóng đá nữ thế giới 1991 của Brasil.